# رابرت تیلور (دانشمند رایانه)
رابرت  (انگلیسی: Robert Taylor؛ زادهٔ ۱۰ فوریه ۱۹۳۲ - درگذشته ۱۳ آوریل ۲۰۱۷) یک دانشمند رایانه اهل ایالات متحده آمریکا بود. او به باب تیلور، یک پیشگام آمریکایی در اینترنت معروف بود که تیم‌هایی را رهبری می‌کرد که کمک‌های عمده‌ای به رایانه شخصی و سایر فناوری‌های مرتبط داشتند. او مدیر دفتر تکنیک‌های پردازش اطلاعات دارپا از سال ۱۹۶۵ تا ۱۹۶۹، مؤسس و سپس مدیر آزمایشگاه علوم رایانه زیراکس پارک از سال ۱۹۷۰ تا ۱۹۸۳، و مؤسس و مدیر مرکز تحقیقات سیستم‌های شرکت دیجیتال ایکویپ‌منت کورپوریشن تا سال ۱۹۹۶ بود.
به طور منحصر به فرد، تیلور هیچ آموزش رسمی آکادمیک یا تجربه پژوهشی در علوم رایانه نداشت. سورو اورنشتاین، تیلور را به یک«پیانیست کنسرت بدون انگشت» تشبیه کرد، برداشتی که توسط مورخ لسلی برلین تایید شد: «تیلور می‌توانست ملودی ضعیفی را از دور بشنود، اما خودش نمی‌توانست آن را بنوازد. او می‌دانست که برای تقریب صدا باید در مقیاس بالا یا پایین حرکت کند، می‌توانست تشخیص دهد که یک نت اشتباه است، اما برای ساخت موسیقی به شخص دیگری نیاز داشت.»
وی همچنین برندهٔ جوایزی همچون مدال ملی فناوری و نوآوری و جایزه چارلز استارک دراپر شده است.  تیلور به خاطر دیدگاه سطح بالای خود شناخته شده بود: «اینترنت در مورد فناوری نیست، بلکه در مورد ارتباطات است. اینترنت افرادی را که علایق، ایده‌ها و نیازهای مشترکی دارند، صرف نظر از جغرافیا، به هم متصل می‌کند.»

## اوایل زندگی
رابرت دبلیو تیلور در سال ۱۹۳۲ در دالاس، تگزاس به دنیا آمد. پدر خوانده او، کشیش ریموند تیلور، یک وزیر متدیسم بود که دارای مدرک تحصیلی از دانشگاه متدیست جنوبی، دانشگاه تگزاس در آستین و مدرسه الهی ییل بود. خانواده (از جمله مادر خوانده تیلور، آدری) در دوران کودکی تیلور بسیار دوره گرد بودند و از ناحیه‌ای به محله دیگر نقل مکان می‌کردند. او که چندین واحد درسی را به دلیل ثبت نام در مدرسه تجربی رد کرد، تحصیلات عالی خود را در دانشگاه متدیست جنوبی در سن ۱۶ سالگی در سال ۱۹۴۸ آغاز کرد.
تیلور سپس در طول جنگ کره (۱۹۵۲-۱۹۵۴) در ایستگاه هوایی نیروی دریایی دالاس، قبل از بازگشت به تحصیلات خود در دانشگاه تگزاس در آستین تحت لایحه GI، در نیروی دریایی ایالات متحده خدمت کرد. او در دانشگاه UT یک "دانشجوی حرفه‌ای" بود و دوره‌هایی را گذراند. در سال ۱۹۵۷، مدرک کارشناسی روانشناسی تجربی را کسب کرد.  
او متعاقباً در سال ۱۹۵۹ مدرک کارشناسی ارشد خود را در رشته روانشناسی از تگزاس دریافت کرد. او با پیشینه خود در روانشناسی تجربی و ریاضیات، تحقیقات خود را در علوم اعصاب، روان آکوستیک و سیستم عصبی شنوایی دانشجوی کارشناسی ارشد به پایان رساند. به گفته تیلور،«من در دپارتمان دستیاری تدریس داشتم، و آنها از من می ‌خواستند دکترا بگیرم، اما برای گرفتن دکترای روانشناسی در آن روزها، شاید هنوز امروز، باید واجد شرایط باشید و دوره هایی را در روانشناسی غیرعادی، روانشناسی اجتماعی، روانشناسی بالینی، روانشناسی کودک بگذرانید، که به هیچ کدام از آنها علاقمند نبودم.»
پس از ترک تگزاس، تیلور به مدت یک سال در آکادمی هاوی، یک مدرسه آمادگی مشترک در فلوریدا، به تدریس ریاضی و مربیگری بسکتبال پرداخت.  
تیلور در شرکت‌های هواپیماسازی با دستمزدهای بهتر به شغل مهندسی مشغول شد. او در طراحی MGM-31 Pershing به عنوان یک مهندس ارشد سیستم برای پیمانکار دفاعی مارتین ماریتا (۱۹۶۰-۱۹۶۱) در اورلاندو، فلوریدا مشارکت کرد.  
در سال ۱۹۶۲، پس از ارائه یک پیشنهاد تحقیقاتی برای یک نمایشگر شبیه‌سازی کنترل پرواز، از او برای پیوستن به دفتر تحقیقات و فناوری پیشرفته ناسا به عنوان مدیر برنامه منصوب به بخش کنترل پرواز و نمایش خدمه دعوت شد.  

## بازنشستگی و مرگ
تیلور در سال ۱۹۹۶ از DEC بازنشسته شد. پس از طلاق (مصادف با خروج او از زیراکس)، او در خانه‌ای منزوی در وودساید، کالیفرنیا زندگی می‌کرد. در ۱۳ آوریل ۲۰۱۷، او در خانه خود در وودساید، کالیفرنیا درگذشت. پسرش گفت که از بیماری پارکینسون و سایر مشکلات سلامتی رنج می‌برد.